# Lascellas-Ponzano
Lascellas-Ponzano – gmina w Hiszpanii, w prowincji Huesca, w Aragonii, o powierzchni 27,33 km². W 2011 roku gmina liczyła 143 mieszkańców.